# Àngela Bivern i Puig

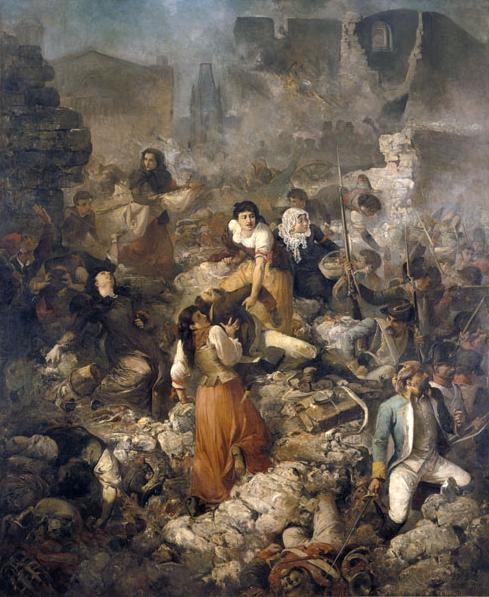
"La Compañía de Santa Bárbara". Óleo de Ramon Martí i Alsina. 1891. Museo Nacional de Arte de Cataluña

Àngela Bivern i Puig (Palol d'Onyar, 1787 - 1845) fue comandante de la Compañía de Santa Bárbara y heroína del asedio de Gerona por parte de las tropas napoleónicas durante la Guerra de la Independencia Española.

## Nota biográfica
Dentro de la situación crítica del tercer sitio napoleónico de Gerona fue creado en 1809 un cuerpo militar femenino para ayudar en la defensa de la ciudad. Con veintidós años, Ángela Bivern y Puig fue nombrada comandante de una de las cuatro escuadras, de treinta mujeres cada una, que formaban la Compañía de Santa Bárbara. Esta unidad militar femenina cuidaba de la intendencia y de la provisión de munición a los defensores de los baluartes y murallas de la ciudad. También socorría y trasladaba a los numerosos heridos. Cuando fue necesario, participaron activamente en la lucha. Un brazalete rojo les servía de distintivo.
Las altas tres escuadras de la compañía eran comandadas por Lucía Jonama, Ramona Nouvilas y Carme Custy. Cinco mujeres de la compañía dejaron su vida en el asedio.
Al terminar la guerra y en la ocasión del paso por Gerona de Fernando VII en su regreso del exilio francés, Ángela Bivern tuvo la oportunidad de explicarle el papel destacado de las mujeres en la guerra. Por su valentía y servicios en la defensa de Gerona, por Real Decreto de 24 de septiembre de 1814, le fue otorgada una pensión vitalicia de docentes-cincuenta ducados. Anteriormente había sido condecorada.
En el centenario de los asedios se erigió un monumento funerario en honor de los héroes de la Guerra de Francés. Una de las caras hace memoria del rol de las mujeres en aquella contienda con esta octava: “Las cenizas de un sexo delicado,/Que al rigor de la guerra ofreció el pecho/ Con zelo y patriotismo acrisolado/A eternizarse tienen gran derecho. / Sea por todo el orbe publicado/ Su brio, intrepidez y su despecho;/ Pues si por su patria muertas fueron,/ Toda gloria y honor se merecieron".
También el ayuntamiento de Gerona acordó poner el nombre de Àngela Bivern i Puig en una calle de la ciudad.